# Hailu Tecla Haimanot
Il ras Hailù Teclà Haimanòt (1868 – Addis Abeba, 1950) fu uno dei numerosi ras dell'Impero abissino, e signore del Goggiam.

## Biografia
Hailu Tecla Haimanot era figlio del negus Teclà Haimanòt Tessemmà del Goggiam. Il Goggiam era da lungo tempo uno Stato vassallo dell'impero etiope. Il titolo di "re del Goggiam" era pertanto un titolo onorifico riconosciuto ai suoi governanti. L'ultimo re del Goggiam venne elevato al rango di imperatore durante "l'Era dei Principi" (Zemene Mesafint). Hailu Tecla Haimanot non venne mai elevato al titolo di negus né tanto meno divenne re del Goggiam.

### Sciumdel Goggiam
Il 10 gennaio 1901, alla morte del negus Tecla Haimanot Tessemmà, tre dei suoi figli combatterono sulla successione al governo nella sua provincia. Ad ogni modo, anziché uno di loro, il negus neghesti Menelik II divise la provincia in tre parti e nominò ciascuno a governatore di una parte di essa, preoccupandosi così di rimuovere lo strapotere dei Tessemà del Goggiam.
Attorno al 1906, Menelik divenne incapace di governare da solo e l'imperatrice consorte Taitù Batùl divenne de facto la reggente del regno. Nel 1907, Tecla Haimanot Tessemmà riuscì ad utilizzare l'influenza che aveva su Taitù Batùl per essere nominato scium (governatore) del Goggiam.  Nel 1908, il nipote ed erede di Menelik, ligg Iasù sposò Sabla Uanghél Hailu, figlia di Hailu Tecla Haimanot, divenendo così il genero di Hailu. Nel 1913 il negus neghesti Menelik morì e ligg Iasù gli succedette al trono anche se molti nobili dell'Etiopia non lo ritenevano ancora pronto a governare autonomamente e posticiparono la sua incoronazione al punto che egli non ricevette mai il titolo di negus neghesti.
Nel 1916, Iasù venne deposto dopo che le forze a lui fedeli vennero sconfitte nella battaglia di Segalè. Iasù venne rimpiazzato dalla figlia di Menelik, la principessa Zauditù che venne proclamata nighiste neghesti e suo cugino ras Tafarì Maconnèn venne nominato principe ereditario e enderassiè (reggente). Dopo la sua deposizione, Iasù ed i suoi fedeli vagarono nella Depressione di Afar per cinque anni. L'11 gennaio 1921 l'ex imperatore venne catturato e tenuto in custodia dal ras Gugsà Araià Selassiè della provincia del Tigrè occidentale. Gugsà Araia Selassiè passò quindi Iasù al ras Cassa Darghiè dello Scioà.
Nel suo volume Ethiopia, Power and Protest: Peasant Revolts in the Twentieth Century, Gebru Tareke descrive lo scium Hailu Tecla Haimanot del Goggiam come colui che "aveva un gusto avaro per il potere e la ricchezza". Tareke si sofferma anche a descrivere come il ras Hailu "abbia introdotto nuove forme di tassazione, gestì gli incarichi politici e della chiesa, monopolizzò il commercio provinciale controllando le esportazioni, allargando i propri possedimenti con arroganza e senza cognizione giuridica." Per queste azioni si guadagnò il titolo di birru (o "dollari").

### Il viaggio in Europa
Nella primavera del 1924, ras Hailu Tecla Haimanot accompagnò ras Tafarì Maconnèn di Scioa nel suo viaggio in Europa. Otto anni dopo, Tafarì Maconnèn sarebbe stato incoronato negus neghesti Hailé Selassié I. Assieme ai ras Hailu e Tafarì Maconnèn si trovavano anche i ras Sejum Mangascià del Tigrè occidentale, il ras Mulughietà Ieggazù di Illubabor, il ras Maconnèn Endelcaciù ed il blattenghieta Herui Uoldesellassiè. Hailu Tecla Haimanot, Sejum Mengascià e Tafarì Maconnen erano figli di un uomo che aveva combattuto la Battaglia di Adua contro gli italiani sul finire dell'Ottocento. ras Tafarì ed il suo gruppo visitarono Gerusalemme, Il Cairo, Alessandria d'Egitto, Bruxelles, Amsterdam, Londra, Ginevra e Atene, portando con sé anche alcuni leoni che donarono allo zoo di Parigi e ad alcuni dignitari francesi ed inglesi.
Tra gli aneddoti di questo viaggio in Europa, uno riguarda direttamente ras Hailu Tecla Haimanot. A quel tempo egli era governatore di un'importante provincia del regno e uno degli uomini più ricchi dell'impero etiope. Quando il principe ereditario ras Tafarì Maconnèn ed il suo entourage vennero ricevuto alla corte inglese da re Giorgio V e dalla regina Maria, i membri vennero presentati ai monarchi britannici. Incontrando ras Hailu, re Giorgio V chiese se Sua Altezza era in grado di parlare inglese. L'interprete disse di no. Il re quindi chiese se egli fosse in grado di parlare francese o tedesco, e nuovamente egli rispose no. Re Giorgio, piuttosto irritato, disse all'interprete di dire a Sua Altezza che era un bell'ignorante. ras Hailu Tecla Haimanot capì subito dal tono della voce e chiese quindi all'interprete se Sua Maestà era in grado di parlare l'aramaico. Gli venne detto di no e Hailu Tecla Haimanot chiese se Sua Maestà era in grado di parlare tigrino o guargino e nuovamente gli venne risposto di no. Hailu Tecla Haimanot disse quindi all'interprete di rispondere al re che Sua Maestà era altrettanto ignorante. Alla fine re Giorgio V scoppiò in una grande risata e prese in grande simpatia ras Hailu Tecla Haimanot, leul del Goggiam, aprendo le porte all'Etiopia nella sua corte, ed omaggiandolo poi del grado onorario di cavaliere commendatore dell'Ordine dell'Impero Britannico.
Nel 1926, dopo aver visto molti palazzi europei, ras Hailu Tecla Haimanot iniziò a rimodellare il palazzo costruito da suo padre a Debra Marcos, riorendendo gli stili visti.
Il 27 ottobre 1928, Tafarì Maconnèn venne proclamato negus dalla nighiste neghesti Zauditù. Tafarì Maconnèn divenne l'unico negus di tutto l'impero etiope, cancellando le vecchie tradizioni compresa quella che riguardava lo stesso Hailu Tecla Haimanot, che non ottenne mai la posizione di negus.

### La caduta
Nel 1929, ras Hailu venne avvicinato da ras Gugsà Oliè del Beghemeder. Egli era il marito di Zauditù che si era separato da lei dalla sua elevazione a nighiste neghesti. Gugsà Oliè chiese a Hailu di supportare la sua ribellione contro il negus Tafarì Maconnen, recentemente incoronato. Dopo un iniziale supporto a Gugsà Oliè, Hailu decise invece di contrastarlo e per risposta informò il negus Tafarì Maconnèn. ras Hailu Tecla Haimanot raccolse 200 soldati da Goggiam. Il 31 marzo 1930, la rivolta poteva dirsi conclusa con la battaglia di Anchem quando Gugsà Oliè venne ucciso nello scontro. nighiste neghesti Zauditù morì alcuni giorni dopo per cause naturali. Il 2 novembre 1930, Tafarì Maconnèn venne proclamatonegus neghesti col nome di Hailé Selassié.
Con l'ascesa di Hailé Selassié, l'avarizia di Hailu lo portò alla rovina. Secondo lo storico Harold Marcus, mentre gli altri gradi signori d'Etiopia come ras Sejum Mangascià e ras Cassa Darghiè avevano rinunciato ai loro diritti ed alle loro entrate in tasse nelle province, Hailu mantenne invece tutte le sue prerogative. Marcus commenta il fatto: "Hailu inoltre imbarazzava la corona cercando apertamente favori alle legazioni americana e inglese, insinuando che viceversa egli avrebbe bloccato il loro accesso al lago Tana e al Nilo Azzurro." Il governo centrale ebbe non pochi problemi a contrastare le azioni del ras Hailu. Il 14 aprile 1932, Hailu venne richiamato ad Addis Ababa per dare spiegazione delle sue azioni. La conclusione della vicenda fu un processo che gli dimezzò i possedimenti e lo pose agli arresti domiciliari.

#### Il piano per liberare illiggIasù e la prigionia
Nel maggio del 1932, il ras Hailu Tecla Haimanot venne coinvolto in un piano per liberare suo genero, il deposto ligg Iasù. Iasù si trovava ancora agli arresti domiciliari in custodia al ras Cassa Darghiè dal 1921. Dopo aver liberato ligg Iasù, Hailu aveva pianificato di ricatturarlo e restituirlo ad Hailé Selassié per riottenerne il favore. Ligg Iasù riuscì a fuggire, ma il ruolo di ras Hailu nella sua fuga divenne noto e per questo Hailu venne messo in carcere egli stesso e deposto dai suoi incarichi. Il tribunale etiope giudicò Hailu colpevole di mendacità, corruzione, evasione fiscale e tradimento. Hailu Tecla Haimanot venne rimpiazzato come scium del Goggiam da ras Immirù Hailé Selassié, cugino del negus neghesti.

### Hailu prima e dopo l'occupazione
Il 2 maggio 1936, alla fine della guerra d'Etiopia, Hailu Tecla Haimanot era ancora giudicato un personaggio fondamentalmente pericoloso anche per lo stesso Hailé Selassié e per questo egli lo fece rimuovere dalla prigione e lo portò ad Addis Ababa. Hailé Selassié si riconciliò con Hailu Tecla Haimanot e questi venne rilasciato a Dire Daua assieme a ras Balcià Abba Nesfa. Ma mentre Balcià Abba Nesfa si portò sulle colline locali a combattere gli italiani che avanzavano per occupare l'Etiopia, Hailu Tecla Haimanot tornò ad Addis Abeba e decise di sottomettersi agli italiani.
Durante l'occupazione, Hailu venne trattato con rispetto ed ottenne onori e portò altri nobili etiopi a schierarsi con gli italiani. Egli poté così mantenere i suoi titoli di leul e ras, ed il governo italiano gli concesse gli ordini della Stella d'Italia e dei Santi Maurizio e Lazzaro, restituendogli le terre e le proprietà confiscategli nel 1935. Il generale Rodolfo Graziani lo esentò con la sua famiglia dalle ripercussioni di Yekatit 12. Gli italiani erano quasi sul punto di proclamare nuovo negus Hailu ma questo non avvenne mai dal momento che il Servizio Segreto Italiano temeva che garantendogli questo onore, Hailu avrebbe potuto pianificare una rivolta, cacciando gli italiani ed assumendo personalmente il controllo dell'Etiopia.
Nel luglio del 1936, un gran numero di guerriglieri etiopi, gli arbegnuoc, attaccarono Addis Abeba senza successo per strappare il controllo della capitale agli occupanti italiani. Hailu Tecla Haimanot giocò un ruolo notevole nella resa dei due comandanti delle forze attaccanti, Aberra Cassa e Asfauossen Cassa. Hailu inoltre assicurò Aberrà e Asfauossen che se si fossero arresi non sarebbero stati uccisi. Il 21 dicembre Aberrà e Asfauossen tentarono di fuggire a Ficcè ma pur essendo ancora prigionieri italiani, vennero riconosciuti colpevoli di tradimento e giustiziati come ribelli.
Dal 27 settembre 1939, durante la Festa di Mascal ad Addis Ababa, ras Hailu Tecla Haimanot, ras Sejum Mangascià e ras Hailé Selassié Gugsà sedettero con Amedeo d'Aosta, il viceré e governatore generale dell'Africa Orientale Italiana (AOI).  Gli italiani concedettero nell'occasione a Hailu di tornare al potere a Goggiam nell'ultima parte della loro occupazione etiope, collassando poco dopo sotto l'aggressione delle forze anglo-etiopi.
Nel 1941, dopo che l'imperatore Hailé Selassié tornò al potere in Etiopia, ras Hailu Tecla Haimanot nuovamente cambiò bandiera e consegnò Goggiam al nuovo imperatore, assicurandosi però prima che le forze italiane avessero lasciato sane e salve la città. Hailu tornò ad Addis Abeba con Hailé Selassié e gli venne proibito di lasciare la capitale, ottenendo il rango di principe e venendo restaurato alla guida della casa del Goggiam. Nelle parole di Gebru Tareke, egli "languì in una meritata oscurità sino alla sua morte nel 1950," che "pose l'ultimo chiodo alla bara del governo dell'élite provinciale, che era stato un grattacapo per il governo dei negus dalla fine del XIX secolo."
Le sue esequie si tennero con funerali di stato e vi prese parte anche l'Imperatore.

## Matrimonio e figli
Nel 1909, la continua incapacità del negus neghesti Menelik permise a Hailu Tecla Haimanot di migliorare la sua posizione con un matrimonio d'interesse con la uoizerò Assalafetch Wolde Hanna , cugina della iteghé (regina madre) Taitù Betùl. La coppia non ebbe figli ed il matrimonio si concluse con un divorzio.
Hailu Tecla Haimanot ebbe in totale otto mogli e numerosi figli, tra cui Mammo Hailù e Alam Segad Hailù.